# Villaseco de los Gamitos
Villaseco de los Gamitos è un comune spagnolo di 197 abitanti situato nella comunità autonoma di Castiglia e León.